# 와고정
와고정(和合町)은 도야마현 네이군에 있던 정이다. 현재의 도야마시 북서부에 해당한다.

## 역사
- 1954년 3월 30일 - 네이군 요카타정, 구라가키촌이 합병해 네이군 와고정이 성립하였다.
- 1960년 10월 1일 - 도야마시에 편입되었다.

## 참고문헌
- 『市町村名変遷辞典』東京堂出版、1990年。